# 1ª Divisione fanteria “Superga”
Die 1ª Divisione fanteria “Superga” (deutsch 1. Infanteriedivision „Superga“) war ein militärischer Großverband der Königlichen italienischen Armee. Die Division wurde in Turin gebildet und nahm im Juni 1940 mit der Schlacht in den Westalpen am Frankreichfeldzug teil, danach auch am Afrikafeldzug.

## Divisionsgeschichte
Die Geschichte der Division geht zurück auf die Ursprünge der Divisionsebene in Sardinien-Piemont, insbesondere auf die Heeresreform von 1774 unter Viktor Amadeus III. (I Dipartimento/I Ala) und auf die 1822 eingerichtete Territoriale Militärdivision Turin, die im Mobilmachungsfall die 1. Infanteriedivision zu bilden hatte. Diese wurde in den italienischen Unabhängigkeitskriegen zwischen 1848 und 1866 mehrmals aktiviert und ihr jeweils zwei Brigaden unterstellt. Zu Beginn des Ersten Weltkriegs führte die 1. Infanteriedivision als Karree-Division die Infanteriebrigaden „Parma“ (49./50. Infanterieregiment) und „Basilicata“ (91./92. Infanterieregiment), gegen Ende des Krieges die Brigaden „Umbria“ (53./54. InfRgt) und „Emilia“ (119./120. InfRgt). Im Zug der Heeresreform von 1926 wurde aus der 1. eine triangulare Division bestehend aus der I. Infanteriebrigade mit den Infanterieregimentern 90. „Salerno“, 91. „Basilicata“ und 92. „Basilicata“, hinzu kam das 5. Feldartillerieregiment und andere Divisionstruppen. 1934 erhielt die Division als Erinnerung an die Schlacht von Turin (1706) den Beinamen „Superga“. 1939 wurden im Zug einer weiteren Heeresreform die sogenannten binären Divisionen zum Standard, also Divisionen bestehend aus nur zwei Infanterieregimentern. In der Regel erhielten diese Divisionen mit den beiden Schwesterregimentern auch die Namen der Brigaden, denen die Regimenter bis 1926 angehört hatten. Im Fall der 1. und weniger anderer Divisionen beließ man es beim Namen von 1934. Die Division behielt die beiden Infanterieregimenter der 1883 aufgestellten Brigade Basilicata, die sie bereits im Ersten Weltkrieg geführt hatte.
Im Zweiten Weltkrieg nahm die 1. Infanteriedivision „Superga“ nach der italienischen Kriegserklärung an Frankreich und Großbritannien am 10. Juni 1940 an der italienischen Invasion Frankreichs in den Alpen im Rahmen des Westfeldzuges teil. Gegen erbitterten Widerstand konnte die Division wie die restlichen italienischen Divisionen nur minimale Geländegewinne erzielen. Nach dem Waffenstillstand von Rom wurde sie wieder nach Italien verlegt. 1942 wurde sie schließlich nach Sizilien verlegt und sollte an der Invasion von Malta teilnehmen. Nach der Absage der Operation Herkules wurde sie schließlich im November 1942 nach Tunesien überführt und der 5. Panzerarmee unterstellt. Zu ihrer Unterstützung wurde sie meistens von der „50 Spezial-Brigade Imperiali“ begleitet, welche mit Semovente 75/18 Sturmgeschützen ausgestattet war. Zwischen dem 1. Dezember und Mai 1943 war sie in schwere Kämpfe mit den alliierten Truppen um Sousse und Tunis im Rahmen des Tunesienfeldzuges verwickelt. Die Division kapitulierte schließlich am 12. Mai 1943 gegenüber den britischen Streitkräften.

## Unterstellung und Gliederung

### Unterstellung
- Juni 1940 – Juli 1941
  - I. Armeekorps, 4. Armee
- August 1941
  - XIII. Armeekorps, 6. Armee
- Oktober 1941 – Februar 1942
  - XXX. Armeekorps, 7. Armee
- März – Juni 1942
  - VII. Armeekorps, direkt dem italienischen Heeresoberkommando unterstellt
- Juli 1942 – April 1943
  - XXX. Armeekorps, ab Dezember 1942 5. Panzerarmee
- Mai 1943
  - Deutsches Afrikakorps, 1. Armee

Quelle

### Gliederung
Gliederung der 1. Infanteriedivision „Superga“ als binäre Division auf Basis der Brigade „Basilicata“. Die Division war für den Kampf im Gebirge vorgesehen und hatte anstelle von Artillerie-Zugmaschinen Packtiere für den Transport ihrer Geschütze. Italienische Gebirgsinfanteriedivisionen dieser Art sind nicht zu verwechseln mit den speziell für den Kampf im Gebirge ausgebildeten Alpini.
- 91. Infanterieregiment „Basilicata“ (3 Bataillone)
- 92. Infanterieregiment „Basilicata“ (3 Bataillone)
- 5. Artillerieregiment „Superga“ (2 mot. Abteilungen 100 mm/L17, 2 Abteilungen 75 mm/L13, 1 Flak-Abteilung 20 mm)
- 1. Mörserbataillon (81 mm)
- 1. PaK-Bataillon (47 mm/L32)
- 1. Sicherungsbataillon
- 101. Pionierbataillon
- Kleinere Einheiten, darunter Nachschub, Sanitäter, Fernmelder, Carabinieri, Feldpost

Die Flakabteilung unterstand im Einsatz dem Divisionskommandeur unmittelbar.

## Kommandeure
- Generale di Divisione Mario Vercellino (1934–1937)
- Generale di Divisione Leonida Pacini
- Generale di Divisione Marco Gamaleri
- Generale di Divisione  Curio Barbasetti di Prun (1939–1940)
- Generale di Divisione Dante Lorenzelli (1940)
- Generale di Divisione Ferdinando Gelich (1943)

Quelle

## Nachfolge
Von der ehemaligen Division besteht heute noch das 5. Artillerieregiment „Superga“. Es ist im norditalienischen Portogruaro stationiert, mit Raketenwerfern vom Typ MLRS ausgerüstet und untersteht dem Artilleriekommando des Heeres.